# Alexander Blavnsfeldt
Alexander Bronton Blavnsfeldt er en dansk ungdomspolitiker. Han er landsformand for SF Ungdom og blev valgt på SFU's landsmøde i påsken 2022 som efterfølger til Anna Kjær og senere genvalgt op landsmødet i 2023. Blavnsfeldt var kandidat til kommunalvalget 2021 i Esbjerg Kommune.